# Лебідь (геральдика)
У геральдиці лебідь — природна фігура, що відображає однойменного птаха. Протягом середньовіччя вона відносно рідко зустрічається на щиті, але з XIV століття вона стає популярною ззовні щита, зокрема у клейноді та як щитотримач, а також на бейджах і особистих емблемах.
З XVII століття значно зростає його вживання на щиті, коли репертуар елементів і фігур герба виріс і урізноманітнився.

## Історія
Лебідь з'являється на початку геральдичного бестіарію. Близько 1200 року він уже був серед двадцяти чи близько того видів тварин, які прикрашали герби, визначені Мішелем Пастуро. Однак протягом середньовіччя, попри його давню присутність, лебідь залишається відносно рідкісною твариною в геральдиці. Хоча птахи покривають майже 10 % гербів, які вживалися між XIII та XV століттям, ледве 2 % з них є лебедями. Фахівці з середньовічної емблематики Мішель Пастуро та Лоран Хабло пропонують пояснити цю рідкість амбівалентністю персонажа лебедя в середньовічних бестіаріях.
Таким чином, Гюго де Фуйюа у своїй «Книзі про птахів» (Le Livre des oiseaux) між 1130 і 1160 рр. зазначає:
|  | Білизна лебедя є символом наверненого. Лебідь має біле оперення, але чорну шкіру. Алегорично білий колір оперення означає привід, під яким приховується чорна шкіра. Бо гріх плоті приховується під різними приводами. Коли лебідь пливе річкою, він тримає шию прямо, бо горда людина, заплямована матеріальними благами, хвалиться тим, що володіє минущими благами. Кажуть, що в муках лебідь видає пісню безмірної солодкості. Так само і горда людина наприкінці свого життя ще насолоджується солодощами цього світу, а помираючи, згадує про свої злі вчинки. Але коли з лебедя знімають його білосніжне оперення і саджають на вертел, він підсмажується у полум'ї. Так само гордий багатій, позбавлений земної слави, після смерті кидається в пекельне полум'я, де він є його покаранням, і той, хто шукав наймерзеннішої їжі, зійшовши в безодню, стає їжею для полум'я.. |

З XVII століття значно зростає вживання лебедя на щиті, коли репертуар елементів і фігур герба виріс і урізноманітнився. Геральдист Теодор де Ренесс наприкінці XIX століття згадує 774 європейські родини, що мають на гербі лебедя або лебедину голову. Для порівняння, той самий автор нараховує лише 12 сімей, які мають на щиті щурів — фігуру, яку цінують набагато менше.

## Атрибути
Якщо відсутні уточнення опису лебедя, то він проходить вліво із закритими крилами.
В описі лебедя зазначається, що він має дзьоб, язик або лапки, залежно від того, чи його дзьоб, язик або лапи мають інший колір, ніж колір тіла.
Пронизаний він тоді, коли його тіло пробите стрілою або дротиком.
Коли його ставлять на хвилю, тобто здається, що він пливе по морю чи річці, кажуть, що він пливе.

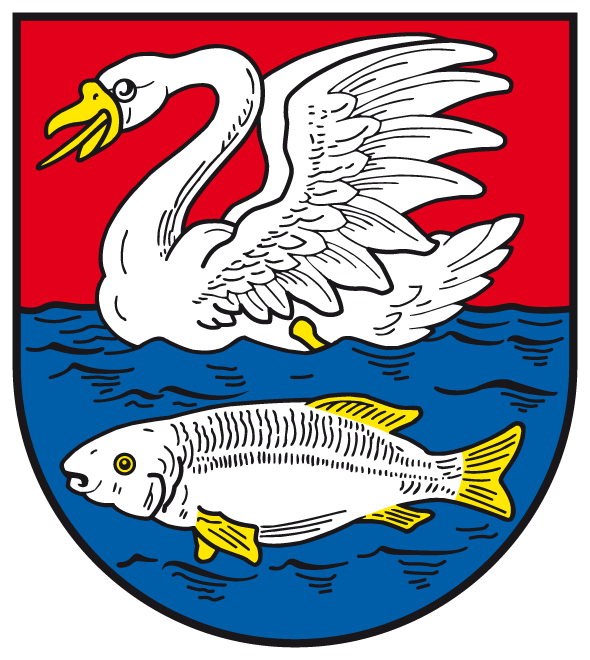
Дзьобатий плавець У червоному полі на синій хвилі пливе срібний лебідь із золотим дзьобом, в якій під яким пливе срібна риба із золотим озброєням. Місто Нахтерштедт, Німеччина.
Здиблений У лазуровому полі здиблений срібний лебідь між двома золотими каменями, над яким і під яким два золоті перехрещені хрести. Комуна Серрувіль, Франція.
Лебедина шия Щит розсічений. У першому червоному півполі срібна лебедина шия, у другому - срібному з червоним бордюром чорний лев. Муніципалітет Верт, Франція.
Віджимання У червоному полі золотий лебідь з піднятими і розправленими крилами, що стоїть на зеленому пагорбі і тримає у правій лапі золоту гілку, у синій главі три золоті лілеї. Муніципалітет Бузе-сюр-Тарн, Франція.

## Уявна геральдика

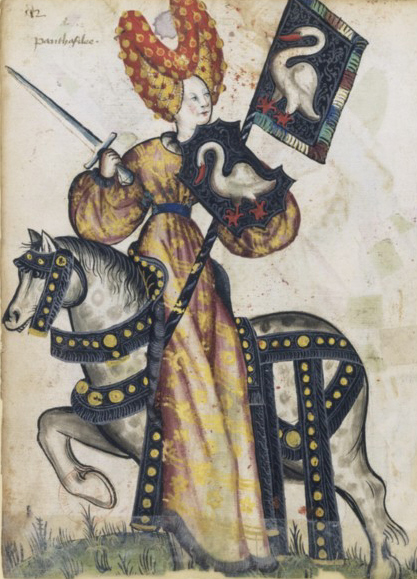
Приклад уявного герба: Пентесілея, цариця амазонок, представлена як одна з Дев'яти достойників з її лебединими знаками (Petit armorial équestre de la Toison d'or, близько 1460—1470).

У першій чверті XIII ст. століття Вольфрам фон Ешенбах створює у своєму Willehalm сарацинського персонажа Йосвейца, який народжений від білого батька, Матусалеса, і чорношкірої матері, африканки з Джетакранка. Йосвейс має чорно-білу шкіру, а його герб містить білого лебедя з чорними ногами та дзьобом, що є справжнім відображенням його зовнішності та походження.
В уявних гербах лицарів Круглого столу XV століття, вивченого Мішелем Пастуро, лебідь використовується лише у виняткових випадках. Він не з'являється на жодному щиті, але використовується лише на гербах і щитотримачах двох лицарів, які відіграють другорядну роль. Король Урієн де Ґорр, зять Артура та батько Івейна, має як щитотримачів двох срібних лебедів із чорними дзьобами та кінцівками. Патрідес ле Гарді, племінник Бодемагу, має на гербі срібну голову та шию лебедя із золотим дзьобом, а як щитотримачів — двох срібних лебедів із дзьобами й кінцівками з піску.

## Промовистий герб

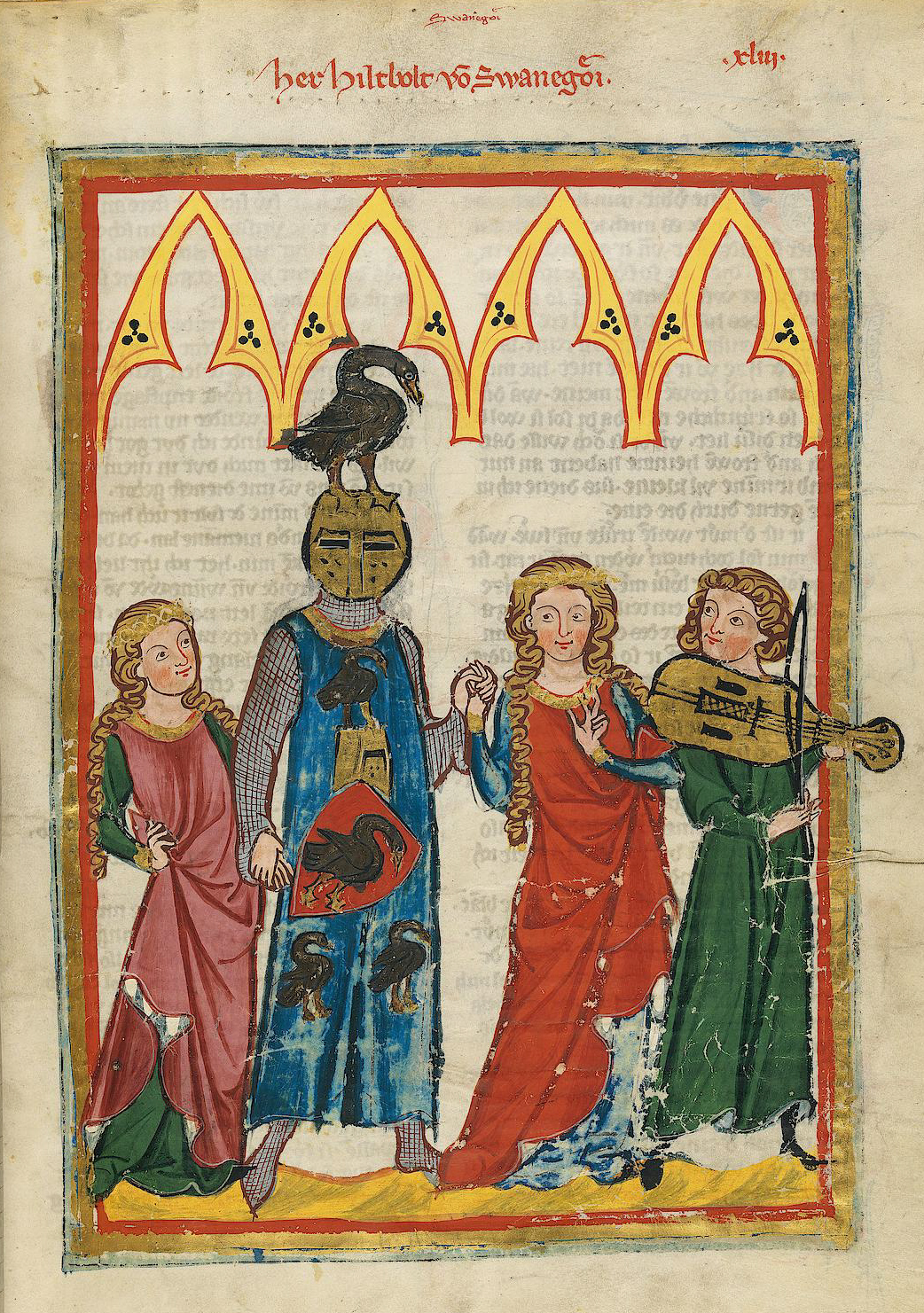
Приклад промовистого герба: Mінезанг Hiltbolt von Schwangau (Schwan = лебідь німецькою мовою) і його лебединий герб, повторений п'ять разів (Манесський кодекс, між 1305—1340 роками)

За словами Мішеля Пастуро, лебідь, на відміну від інших птахів, таких як півень і ворон, рідко використовується в промовистих гербах. Однак в німецькомовних країнах є відносно багато прикладів (Schwan, німецькою лебідь), зокрема Шванґау, Шванберґ, Швангейм, Шваненберґ, Гоеншванґау і Мереншванд.
Одним із найвідоміших прикладів промовистого герба із лебедем є приклад драматурга Жана Расіна, на родовому гербі якого у вигляді ребуса був зображений щур під лебедем (Racine ≈ щур-лебідь). Не оцінюючи фігуру «промовистого щура» який «шокує», Жан Расін зберіг в гербі, який він зареєстрував у 1697 році, лише лебедя. Відповідно до королівського едикту від листопада 1696 року опис герба є таким: У синьому полі срібний лебідь з чорним дзьобом і лапами.

Приклади промовистих гербів з лебедем
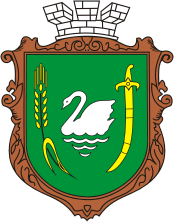
Герб Лебедина
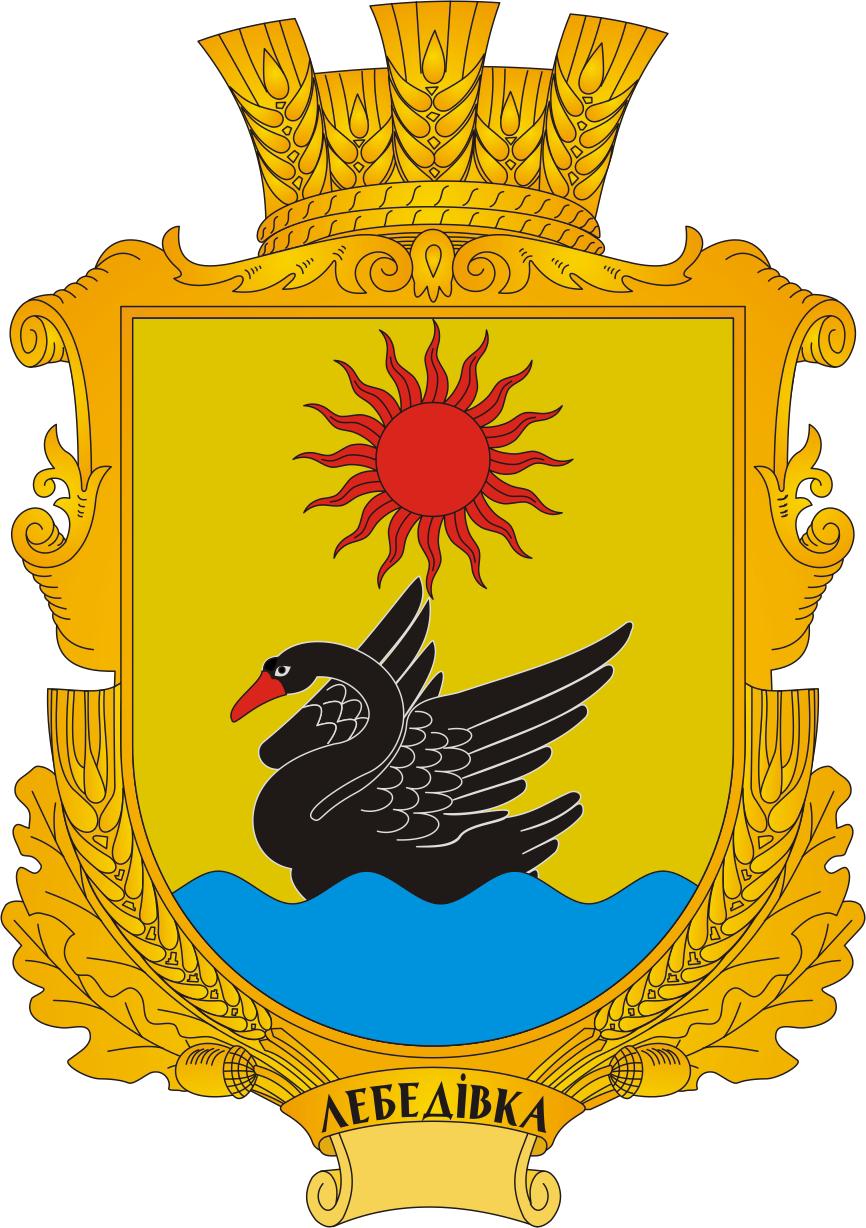
Герб Лебедівки
Бласон де Мереншванд
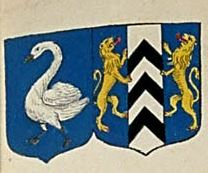
Герб Жана Расіна (ліворуч) та його дружини в "Генеральному гербовнику Франції"

## Пов'язані фігури

### Гуска або гуска
У деяких художніх зображеннях буває важко відрізнити лебедя від гуски через їхню подібну морфологію (обидва належать до родини Anatidae) і білий колір мають усі види лебедів північної півкулі та кілька порід домашніх гусок. Цю плутанину можна зустріти та в геральдиці.

### Халкіон
За грецькою міфологією, халкіон — казковий водяний птах, який звив собі гніздо на морських хвилях. Його часто ототожнюють із зимородком, чайкою, буревісником чи лебедем. У найдавніших геральдичних зображеннях він зображений як зимородок у своєму гнізді, тобто як птах середнього розміру із загостреним дзьобом. З часом зовнішній вигляд халкіона змінився, оскільки його пізніші зображення перетворили його на «вид лебедя, зображений у своєму гнізді та пливе по хвилях».

Деякі геральдичні фігури, пов'язані з лебедем
Герб швейцарського муніципалітету Гансінген із зображенням гусака
Геральдична фігура халкіону

## Галерея

Приклади вживання гербів з лебедем
Герб «Лебідь»
Герб Дуніних-Борковських
Королівський бейдж Генріха IV і Генріха V
Герб Генріха IV (король Англії)
Герб Західної Австралії
Герб Лімбурга
Герб Румбурка
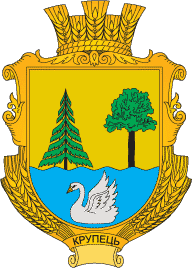
Герб Крупця
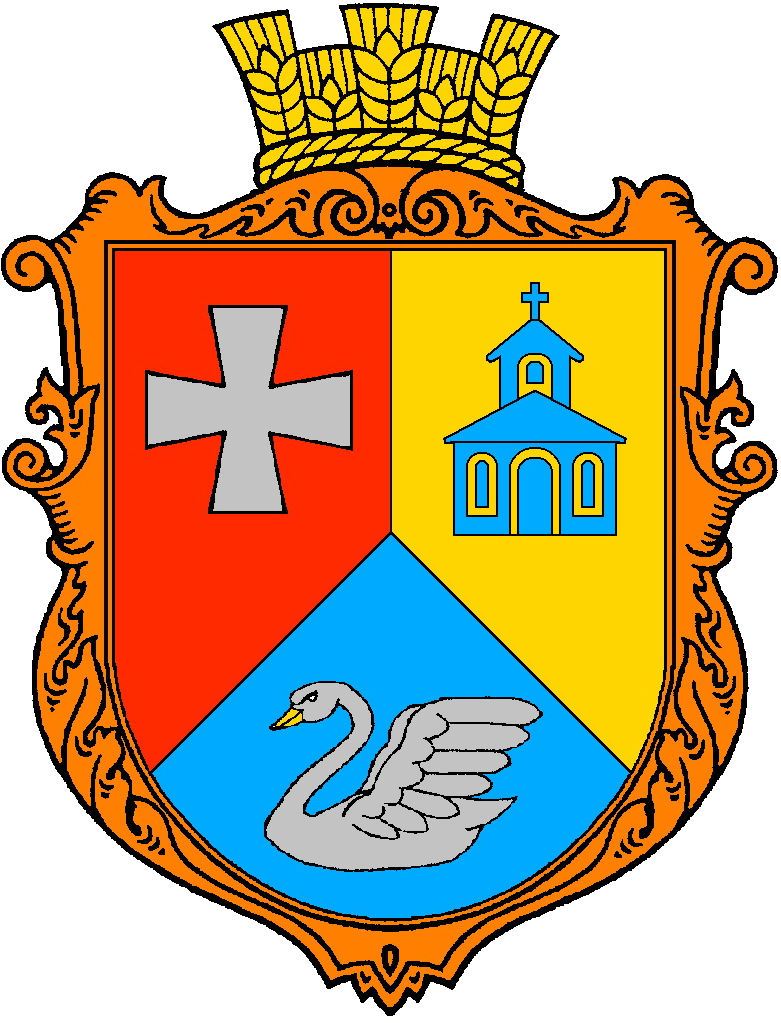
Герб Полян
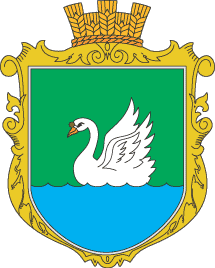
Герб Пісківа
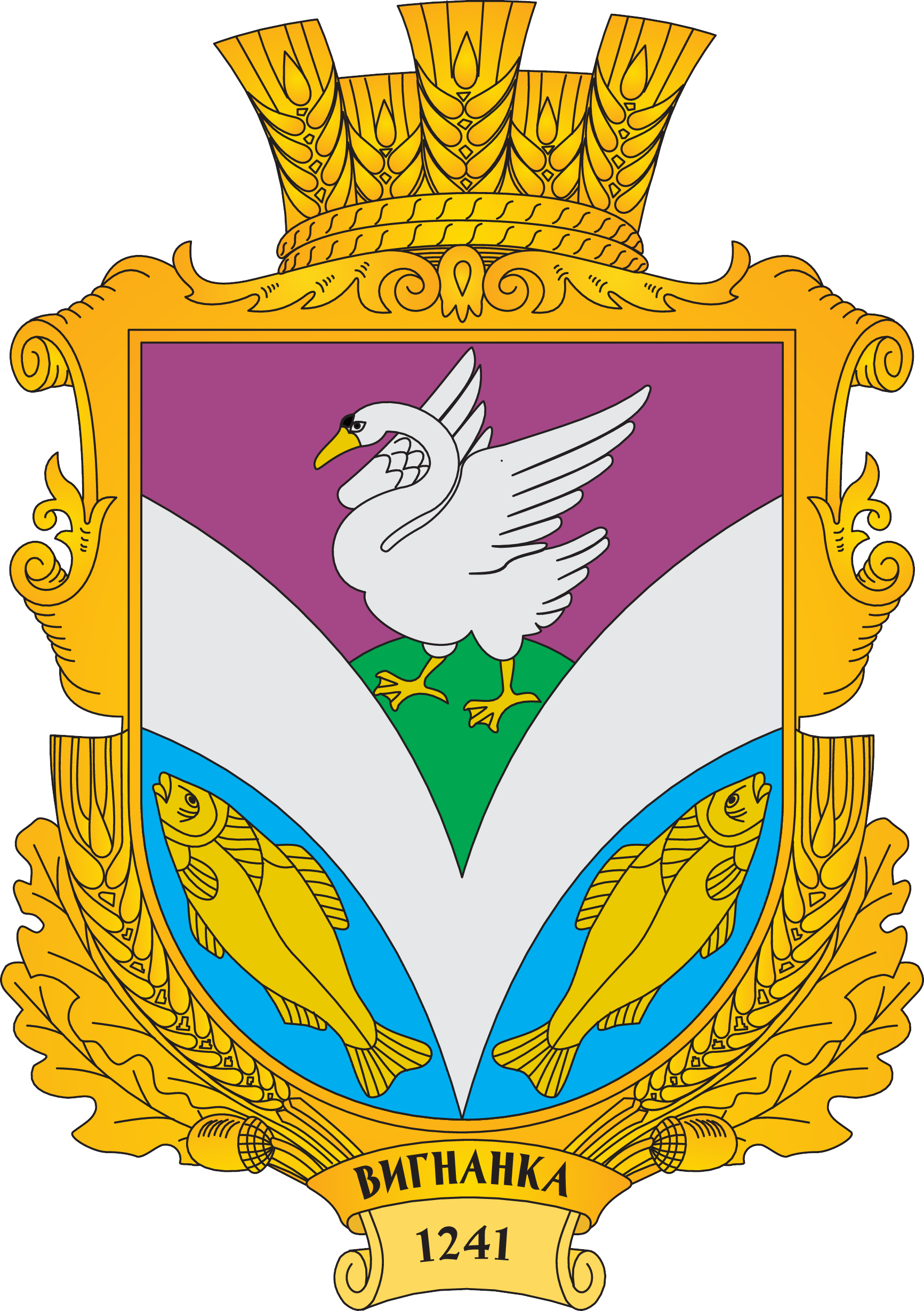
Герб Вигнанки
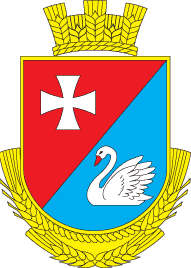
Герб Холопичів

## Зовнішні посилання
- Cygne. blason-armoiries.org. Процитовано 24 février 2023..
- David Badke (25 janvier 2011). Swan. bestiary.ca (англ.). Процитовано 24 février 2023.
- Cygne. devise.saprat.fr. Процитовано 24 février 2023..